# Ascensión Pastor Parres
Ascensión Pastor Parres (Bilbao, 18 de enero de 1942) es Doctora en Historia y Ciencias Jurídicas del Derecho. Es profesora titular de Historia del Derecho en la Universidad de Deusto y política del Partido Popular.

## Biografía
Ascensión Pastor defiende su tesis doctoral en el año 2002. A lo largo de su carrera ha colaborado en varias obras como "La renovación del concierto económico con el País Vasco: una perspectiva jurídica” siendo autora de “El Senado en la Constitución de 1869” en 2002 y “Breve historia de Vizcaya y sus Instituciones” publicado en 2013.
En las elecciones municipales y forales de 1991, el candidato a la alcaldía de Bilbao por el Partido Popular fue Pedro Iturmendi que se presenta  junto a Carlos Iturgáiz, Juan Achúcarro y Ascensión Pastor. En las siguientes elecciones municipales del 28 de mayo de 1995, la candidata a la alcaldía por el Partido Popular es Ascensión Pastor siendo la segunda fuerza en el ayuntamiento. Junto a Ascensión Pastor, formarán parte del grupo popular municipal Antonio Basagoiti, Adrián Castro, Pedro Iturmendi, Ramón Múgica, Gregorio Pérez de Heredia y Francisco Pontes.

### Pacto de Gobierno entre el PNV y PP (1995-1997)
Tras las elecciones municipales y forales de 1995, PNV busca cerrar un acuerdo de gobierno municipal con el PP. El acuerdo se firma el martes 18 de julio de 1995. El pacto local permitirá a los corporativos del PP, Ascensión Pastor y Gregorio Pérez de Heredia, ser tenientes alcaldes. La Comisión de Gobierno estuvo formada por el alcalde Josu Ortuondo y por los corporativos populares, Ascensión Pastor, Gregorio Pérez de Heredia, Antonio Basagoiti y Adrián Castro y los corporativos del PNV, Ibón Areso, Juan Carlos Loidi, Pedro Barreiro, Marta Barco y Joseba Inchaurraga. Dentro del organigrama municipal del ayuntamiento de Bilbao, los populares pasan a presidir tres áreas municipales, siendo el Área de Economía y Hacienda para Gregorio Pérez de Heredia, el Área de Educación y Mujer para Antonio Basagoiti y la de Bienestar Social, para Adrián Castro.
El 19 de diciembre de 1997 se rompe el pacto. Esta legislatura será la última de Ascensión Pastor como corporativa en el Ayuntamiento de Bilbao. El candidato a la alcaldía para las elecciones del 13 de junio de 1999 será Antonio Basagoiti Pastor.
Pastor fue senadora por la circunscripción de Vizcaya en la VI Legislatura entre 1999 y 2000, también en la VII Legislatura 2001- 2004 y en la VIII Legislatura 2001- 2005. Asimismo fue concejal del municipio de Maruri por el Partido Popular entre 2003 y 2007.

## Obras
- Breve historia de Vizcaya y sus Instituciones. Editorial Atxular  2013. ISBN 9788494248092.
- El Senado en la Constitución de 1869. Editorial Dykinson, S.L 2002. ISBN  9788497722407.